# Forças de Mísseis Estratégicos
A Tropas de Mísseis Estratégicos da Federação Russa (em russo:  Ракетные войска стратегического назначения Российской Федерации (РВСН РФ), transl. Raketnye voyska strategicheskogo naznacheniya Rossiyskoy Federatsii; RVSN), é um braço independente das Forças Armadas Russas responsáveis pela operação dos mísseis balísticos intercontinentais nucleares, guardar as ogivas nucleares da Rússia e defesa contra um ataque nuclear.
Criada em 1959 na antiga União Soviética. Essa tropa, de prontidão constante, está incumbida da proteção contra possíveis agressões nucleares, de um único míssil ou de um ataque em massa, a posições estratégicas russas por parte de inimigos potenciais.
É complementada pela "Aviação de longo alcance" da Força Aérea Russa, que tem Bombardeiros estratégicos com bombas nucleares, e os Submarinos nucleares lançador de mísseis balísticos da Marinha Russa. Junto com as Tropas de Mísseis, os três formam a Tríade nuclear russa.
Equivale ao NORAD dos Estados Unidos e Canadá.

## Galeria

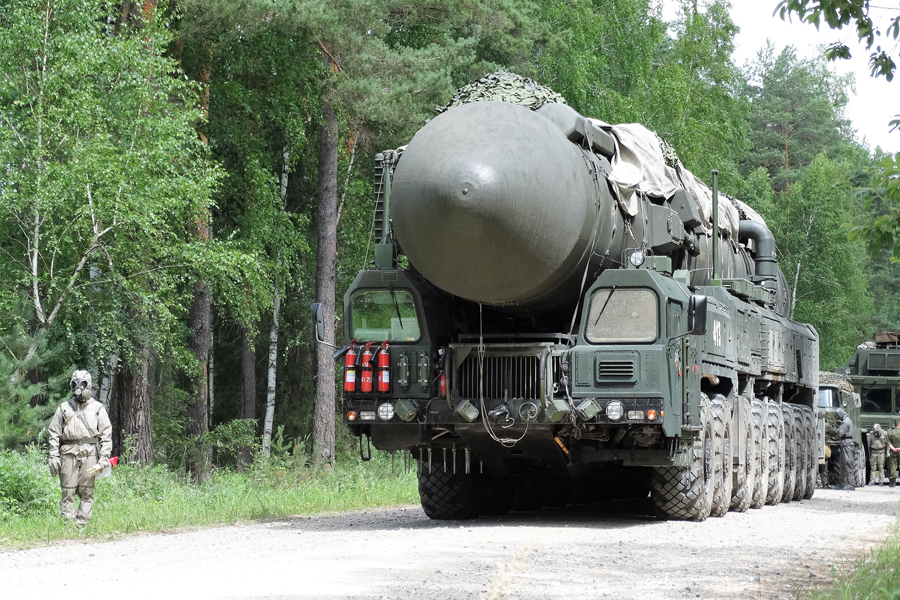
Míssil balístico intercontinental sendo transportado.
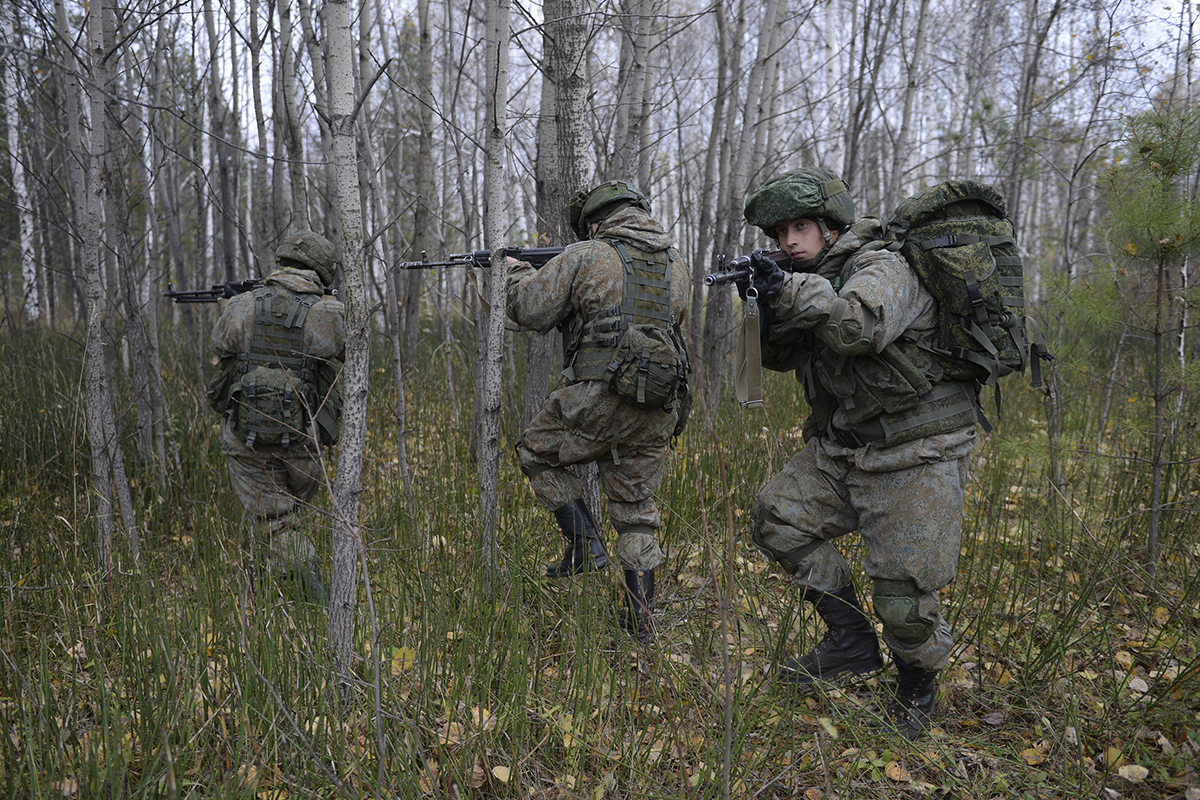
Infantaria das Tropas de Mísseis Estratégicos. Responsáveis por providenciar segurança às instalações e fazer a escolta do transporte dos mísseis.
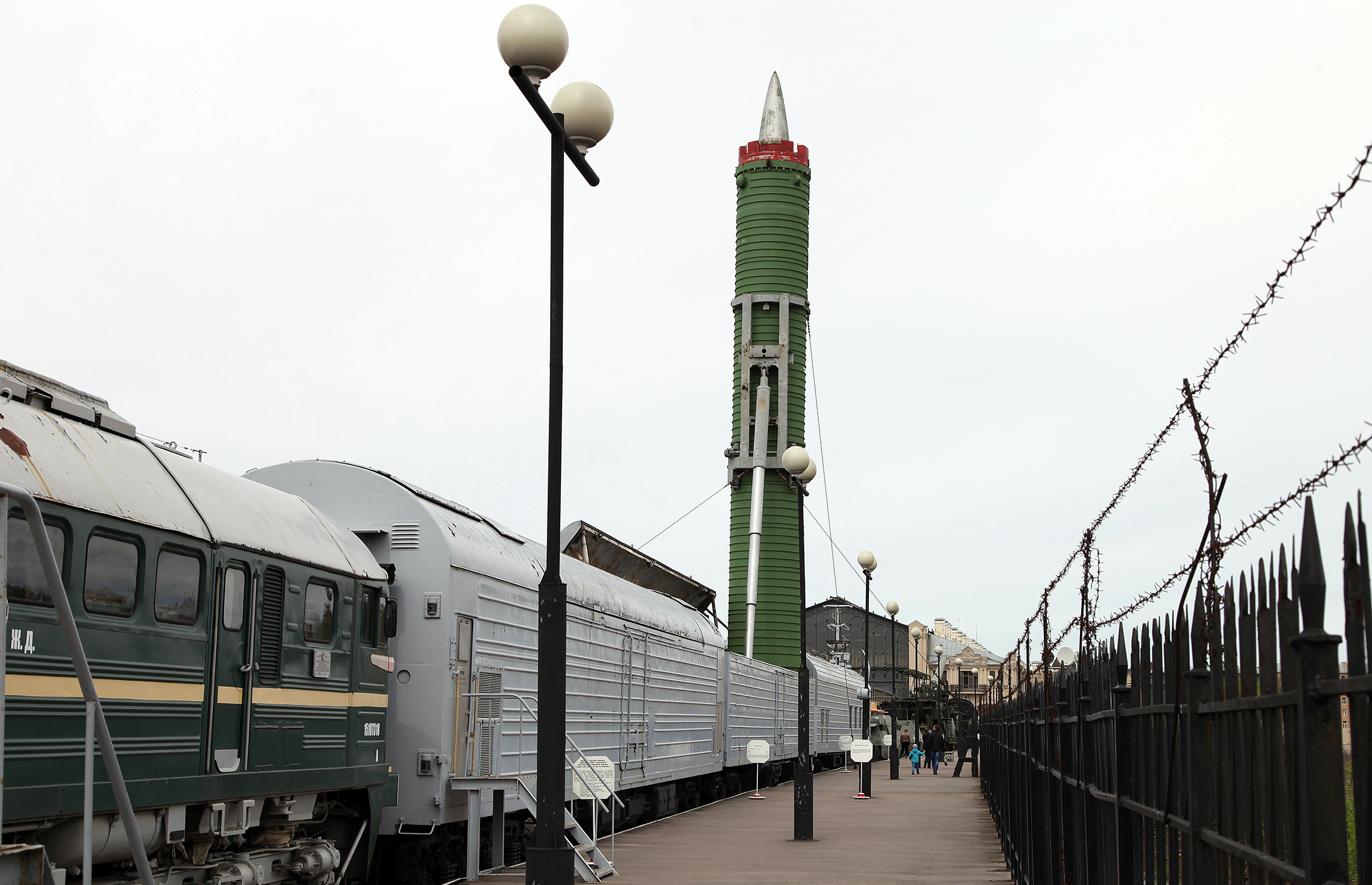
Míssil balístico transportado por trem.
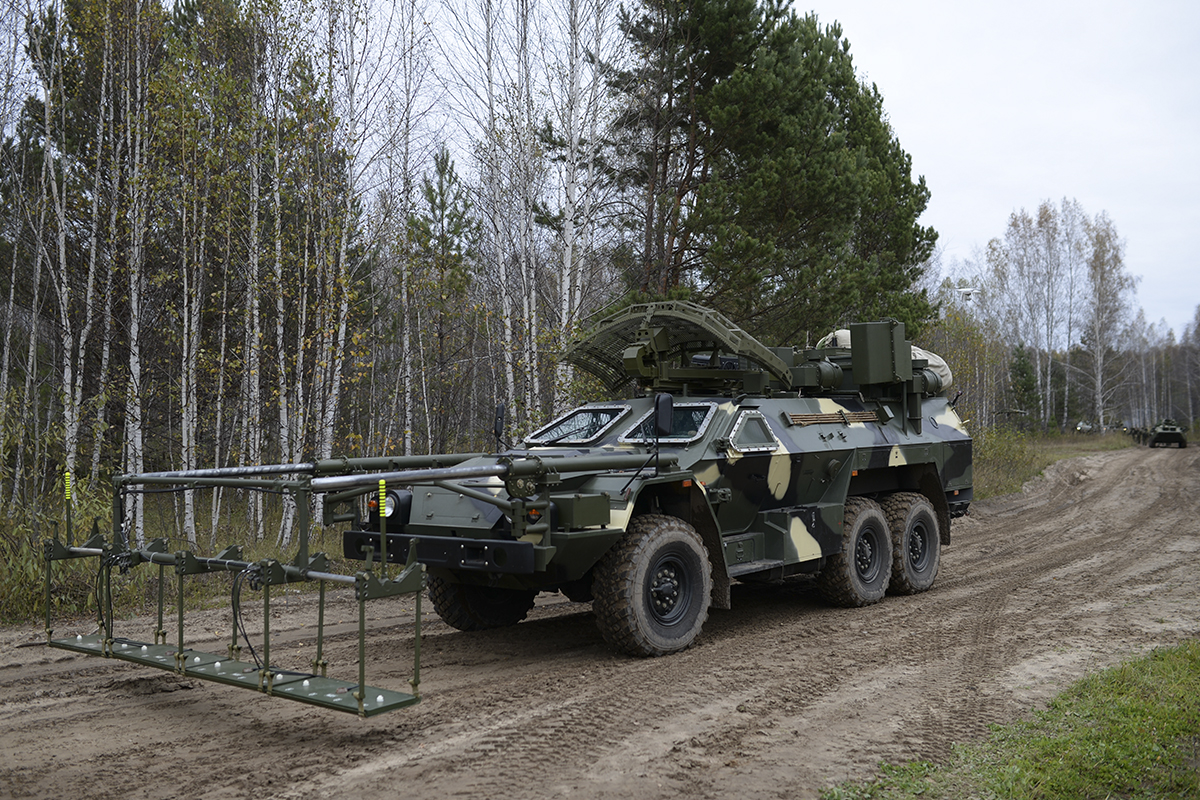
Veículo de desminagem da RVSN.